# Quaden

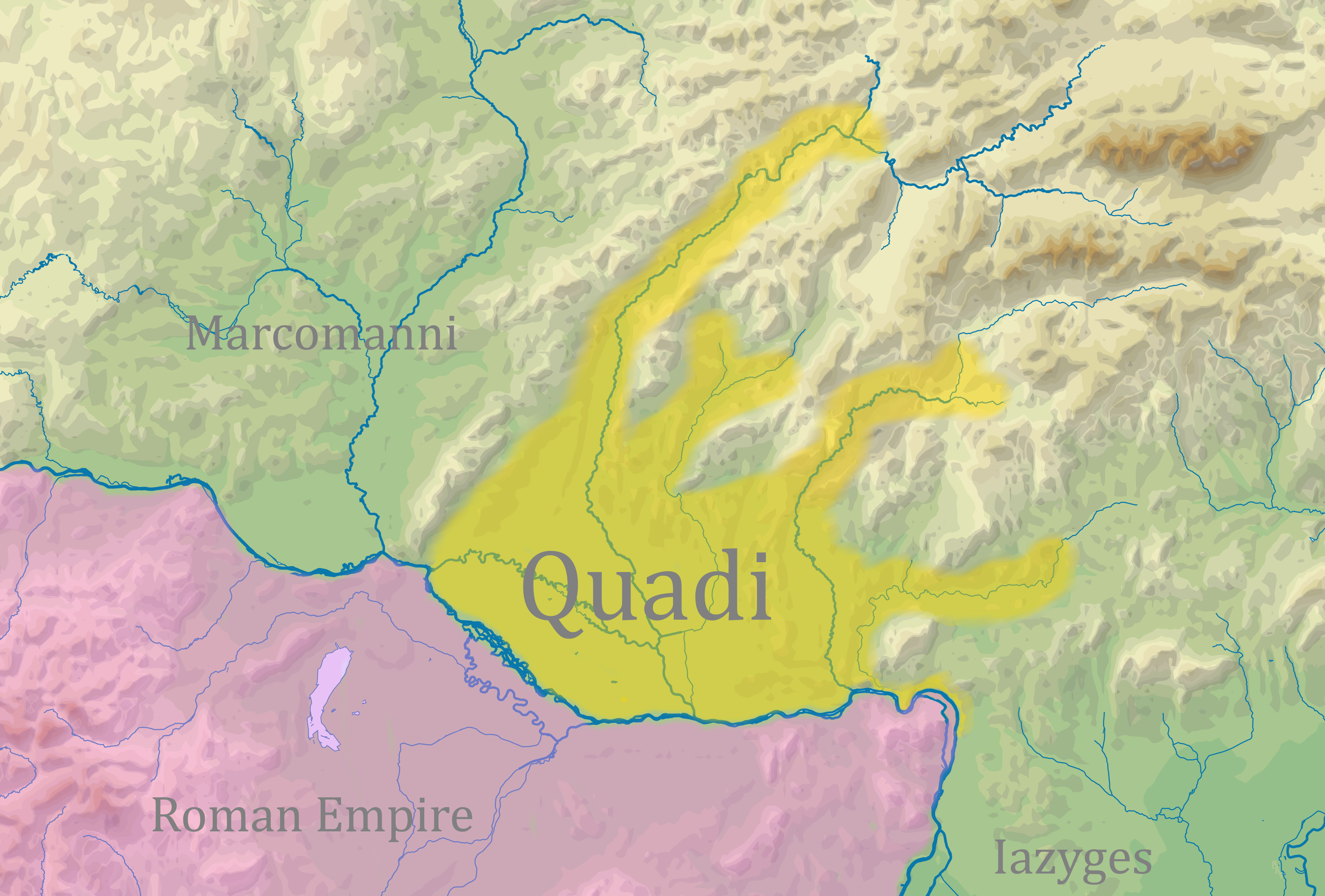
Karte des Landes der Quaden in der spätrömischen Zeit

Die Quaden waren ein kleiner suebischer Volksstamm der Germanen. Historische Beachtung erlangten sie als Verbündete der Daker, Markomannen und Vandalen in den militärischen Konflikten mit Rom und in der Zeit der Völkerwanderung bei der Eroberung der Iberischen Halbinsel.

## Stammesgeschichte
Vor Drusus ausweichend (Drusus-Feldzüge 12 bis 8 v. Chr.) führte Marbod die Markomannen und einen Teil der Quaden in den Jahren 8–6 v. Chr. aus dem Maingebiet nach Böhmen, ins nördliche Niederösterreich und in die Südwestslowakei, wo er die Nachbarstämme (Boier, Langobarden, Lugier, Semnonen) unterwarf und das erste germanische Reich schuf, das etwa Böhmen, Mähren und Schlesien umfasste und unter starkem römischen Einfluss stand. Catualda stürzte und vertrieb im Jahre 18 n. Chr. Marbod, konnte sich aber nicht behaupten.
Vannius (19–50 n. Chr.), der erste namentlich bekannte Quadenkönig, wurde darauf von Drusus dem Jüngeren als römischer Klientelkönig der Quaden und Markomannen eingesetzt. Zu Beginn seiner Herrschaft war er bei seinem Volk beliebt und geachtet, doch entwickelte er sich später zu einem Tyrannen.
Vannius' Neffen (Schwestersöhne) Sido und Vangio verbündeten sich im Jahr 50 n. Chr. mit Vibillius, dem König der Hermunduren, gegen ihn. Vannius wandte sich mehrmals an Kaiser Claudius, der ihm militärische Unterstützung verweigerte, jedoch Publius Atellius Hister, den Statthalter von Pannonien, anwies, Vannius aufzunehmen und zu schützen. Die Truppen des Vannius (Quaden als Infanterie und Jazygen als Kavallerie) waren zu schwach gegen die zahlreichen Feinde (Lugier, Hermunduren u. a.), so dass er sich an einem befestigten Platz verschanzte. Im Kampf verwundet, musste er mit seinen Anhängern zur Donau fliehen, wo Schiffe bereitlagen. In Pannonien wurde ihnen Land im Gebiet des Leithagebirges zugewiesen. Seine Neffen und Nachfolger Sido und Vangio teilten das Königtum und verhielten sich den Römern gegenüber loyal. Zunächst waren sie beim Volk beliebt, doch entwickelten auch sie sich zu verhassten Despoten.
Kaiser Antoninus Pius setzte bei den Quaden um die Mitte des 2. Jahrhunderts einen romfreundlichen König ein (Münzprägungen "rex Quadis datus"), um auf diese Weise Einfluss auszuüben.
Die Goten verdrängten die Burgunder nach Westen, die Vandalen und die im böhmischen Raum siedelnden Markomannen und Quaden, die zeitweilig tributpflichtig wurden, nach Süden und lösten dadurch die Markomannenkriege (166–180) aus. Das Römische Reich unter Mark Aurel geriet durch diese Kriege, an denen die Quaden neben zahlreichen anderen Stämmen teilnahmen, in große Bedrängnis. Kaiser Commodus beendete den Krieg durch einen Friedensvertrag, der den Status quo ante wieder herstellte.
Im Jahr 254 fielen die Quaden erstmals in die römische Provinz Pannonien ein. Von 357–359 n. Chr. musste sie Kaiser Constantius II. (337–361) mit den verbündeten Sarmaten erneut in Pannonien und auch in Moesia bekämpfen, wobei ihm mehrere Erfolge gelangen. Zur Politik des Kaisers hatte es gehört, neue Grenzbefestigungen entlang der Donau zu errichten.
Insbesondere während der zweiten Regierungshälfte Kaiser Valentinians I. (364–375) wurde der pannonische Donaulimes sehr zügig mit einem dichten Netz aus Burgi und Kastellen gesichert. Neu angelegte Schiffsländen im Barbaricum garantierten einen abgesicherten Übergang der römischen Truppen im Ernstfall. Hinzu kam die Vorverlegung des der Provinz Valeria am Donauostufer gegenüberliegenden Limes Sarmatiae. Hierzu annektierten die Römer vertragsbrüchig quadisches Land, vertrieben die Einwohner und begannen 373 mit dem Bau einer mächtigen Festung (Kastell Göd-Bócsaújtelep) hinter der neuen vorgeschobenen Grenzlinie, gleichfalls auf dem Stammesgebiet der Quaden. Die aufgrund dieser Anmaßungen ausgelösten quadischen Proteste führten dazu, dass der besonnene und erfahrene Oberkommandeur von Valeria, Frigeridus, einen mit seinem Vorgesetzten abgestimmten Baustopp bewirkte. Dies wiederum führte in Rom zu einem Intrigenspiel, an dessen Ende Frigeridus 373/374 abgesetzt wurde und der unerfahrene, arrogante Marcellianus an seine Stelle trat. Der neue Befehlshaber ließ die Bauarbeiten sofort wieder aufnehmen. Zeitgleich wurde der quadische König Gabinius unter Vorspiegelung falscher Voraussetzungen zu Gesprächen nach Valeria eingeladen und unter Missachtung des Gastrechts am Ende eines Banketts heimtückisch niedergestochen. Je nach Quelle (Zosimos und Ammianus Marcellinus) war für diese Tat ein Celestius oder Marcellianus selbst dafür verantwortlich. Darauf kam es zu einem Rachefeldzug der erzürnten Quaden, gemeinsam mit dem sarmatischen Stamm der Jazygen, die bis dahin als römische Verbündete gegolten hatten. Im Juni 374 bekämpfte Valentinian I. im pannonischen Raum und in Moesien ihre Einfälle. Sein Hauptquartier schlug der Kaiser im Legionslager Brigetio (Komárom-Szőny) auf. Nach einem erfolgreichen Brückenschlag über die Donau gelang es den Römern auf sarmatischem Gebiet alle Gegner mit einer äußerst grausam geführten Strafexpedition zu bezwingen. Während der Friedensverhandlungen in Brigetio verstarb der Kaiser am 17. November 375 nach einem offenbar im Jähzorn ereilten Schlaganfall. Die Folge des quadisch-sarmatischen Angriffs war, dass die vor kurzem erst wieder angelaufenen Arbeiten am Kastell Göd-Bócsaújtelep schlagartig und diesmal endgültig gestoppt wurden und der römische Expansionswille einen Dämpfer erhalten hatte. Mit dem kurze Zeit später auf dem Balkan tobenden Zweiten Gotenkrieg des Ostkaisers Valens (364–378) und der sich daraus für Rom ergebenden verheerenden Niederlage bei der Schlacht von Adrianopel (378), mussten alle römischen Kontrollstationen und Maßnahmen, wie der Limes Sarmatiae  östlich und nördlich der pannonischen Donau, endgültig aufgegeben werden.
Um 400 n. Chr. gerieten die Quaden unter hunnische Herrschaft.
Am 31. Dezember 406 setzten die Vandalen unter König Gunderich bei Mainz über den Rhein und plünderten gemeinsam mit Alanen, Sueben, Teilen der Quaden und Gepiden drei Jahre lang Gallien. Um 408/409 fielen die „Barbaren“ in Spanien ein, wo die Sueben und Quaden in Galicien ein Reich gründeten.
Als Attila 453 starb, hinterließ er eine Handvoll jugendlicher Söhne, deren ältester, Ellac, im Mannesalter stand. Die neuen, untereinander uneinigen Hunnenführer verteilten dabei kriegserfahrene Könige wie die Dienerschaft eines Hauses und provozierten so einen Aufstand (Skiren, Rugier, Quaden/Sueben, Langobarden, Heruler, Ostgoten, Gepiden, Alanen), an dessen Spitze sich der Gepide Ardarich setzte. Ardarich erlangte die wohlwollende Neutralität Walamirs und siegte in der Schlacht am Nedao 454. Ellac fiel mit 30.000 Leuten, die Hunnen zogen ab.
Die Quaden schufen ein Reich auf dem Gebiet der heutigen Südwestslowakei zwischen den Flüssen Waag und Gran, das sich bis zum Zug der Langobarden nach Italien (568 n. Chr.) hielt, dem sich die Quaden anschlossen. Man nimmt an, dass sie größtenteils in den Langobarden aufgegangen sind. Ein Teil der Quaden war im 5. Jahrhundert als Donausueben bekannt und ging in den Alamannen auf. Auch die Sueben in Portugal dürften Reste der Quaden aufgenommen haben.

## Könige der Quaden
- Vannius, 19–50
- Sido, 50–?
- Vangio, 50–?
- Furtius, ?–?
- Ariogais, ?–?
- Ariomer, ?–?
- Wangio, ?–?
- Gabinius, † 374